# Mechtild av Mecklenburg
Mechtild av Mecklenburg, död 23 november 1270, dotter till furst Henrik Burwin II av Mecklenburg (död 1226) och svenska Kristina (levde 1248).
Mechthild blev hertiginna av Pommerellen i sitt 1229 ingångna äktenskap med hertig Sambor II av Pommerellen (död 1278/1279). De fick flera barn, däribland Margareta Sambiria av Pommerellen (1230/1234-1282). 